# Wincenty Sleńdziński

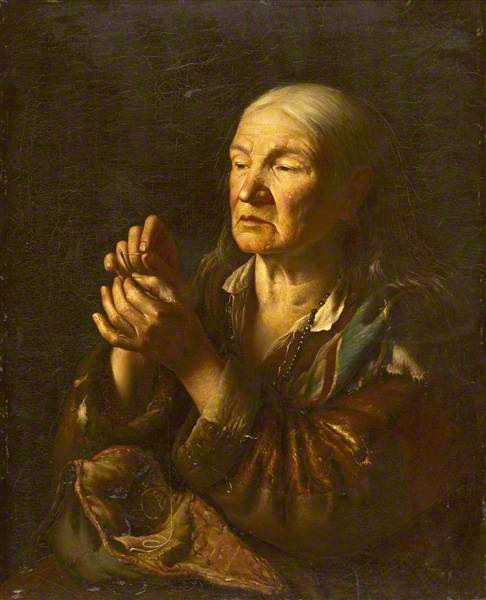
Grand-mère enfilant une aiguille.

Wincenty Leopold Sleńdziński, ou Vincas Slendzinskis en lituanien (2 janvier 1838, Skrebinai, Jonava Raion – 6 août 1909, Vilnius ) est un peintre polono-lituanien, principalement auteur de portraits de style réaliste. 

## Biographie
Ses premiers cours d'art sont donnés par son père, le peintre Aleksander Sleńdziński (ru) . Plus tard, lorsque la famille déménage à Vilnius, il prend des cours de piano auprès de Stanisław Moniuszko. En échange, son père donne des cours de dessin à la fille de Moniuszko. Sa formation technique lui est prodiguée par Kanuty Rusiecki. 
En 1856, l'admission à l' Académie impériale des arts s'avère trop difficile, et il s'inscrit à l' École de peinture, de sculpture et d'architecture de Moscou. Trois ans plus tard, il entre à l'Académie où il reçoit une médaille d'argent pour sa représentation de Daniel dans la fosse aux lions. En 1861, il reçoit le titre d'Artiste 3e degré. 
Peu de temps après, il rejoint un mouvement secret associé au "Comité provincial lituanien", une organisation qui cherche à obtenir l'indépendance de la Lituanie. À cause de sa participation au soulèvement de janvier, il est arrêté. Après un bref procès, il est condamné à l'exil interne à Knyaginino, sous stricte surveillance policière.
En 1867, il est autorisé à vivre à Kharkov, où il reste jusqu'à ce qu'il soit autorisé à partir en 1872. Il se rend ensuite à Cracovie, où il fait la connaissance de Jan Matejko. Plus tard, il part pour Dresde, où il vit avec Józef Ignacy Kraszewski et sa famille. C'est alors qu'il se fait un nom pour la première fois en tant que portraitiste. Il a également aidé à restaurer les peintures du château de Kórnik. En 1875, après avoir accidentellement traversé la frontière austro-hongroise lors d'une randonnée, il reçoit l'ordre de retourner à Kharkov.
En 1883, grâce à une amnistie impériale, il peut retourner à Vilnius et épouse la veuve d'un photographe local. Une fois de plus, en plus de ses portraits habituels, il s'engage dans un travail de restauration. Il a également créé des fresques religieuses à l' église de Saint-Casimir et plusieurs autres églises notables, ainsi que la chapelle du cimetière de Rasos . 
Son fils, Ludomir Sleńdziński, est également devenu un peintre et professeur d'art de renom.